# Bezetting van Constantinopel
De bezetting van Constantinopel  (nu Istanboel) (13 november 1918 – 23 september 1923) was de bezetting van de hoofdstad van het Ottomaanse Rijk, als gevolg van de wapenstilstand van Mudros door de Triple Entente van de Eerste Wereldoorlog. De eerste Franse troepen trokken de stad binnen op 12 november 1918, gevolgd door Britse troepen de dag daarop. De bezetting had twee fasen: de de facto fase van 13 november 1918 tot 20 maart 1920, en de de jure fase van 20 maart 1920 tot de dagen van de Vrede van Lausanne. Geallieerde troepen bezetten delen van de stad en zetten begin december 1918 een geallieerd bestuur op. Deze bezetting – samen met de bezetting van İzmir – leidde tot de oprichting van de Turkse nationalistische beweging en de Turkse Onafhankelijkheidsoorlog. De laatste geallieerde troepen verlieten de stad op 23 september 1923. De eerste Turkse troepen trokken de stad binnen op 6 oktober 1923.